# Chavibdeh
Chavibdeh (em persa: چويبده, também romanizada como Chavībdeh; também conhecida como Cavib-deh, Choo Abdeh, Chovīdeh, Chūbīdeh, Chū'ebdeh-ye Yek, Chū'ībdeh, Chūybdeh, Chwaibdeh, Covideh, Javībdeh, Kuwaibdeh e Kūyab Deh) é uma aldeia do distrito rural de Shalahi, no condado de Abadan, na província de Khuzistão, Irã.
Segundo o censo de 2006, sua população era de 6 491 habitantes, em 1 154 famílias.